# Bensonville
Bensonville is de hoofdplaats van de Liberiaanse county Montserrado.
Bij de volkstelling van 2008 telde Bensonville 4089 inwoners.

## Geboren
- William Richard Tolbert jr. (1913-1980), president van Liberia tussen 1971 en 1980